# Musée des Beaux-Arts (Quimper)
Das Musée des Beaux-Arts de Quimper (bretonisch Mirdi an arzoù-kaer e Kemper) ist ein Kunstmuseum in der bretonischen Stadt  Quimper in Frankreich. Es wurde 1864 gegründet und basiert auf einer Schenkung des Grafen Jean-Marie de Silguy. Das Museum gilt heute eines der wichtigsten Kunstmuseen Westfrankreichs und beherbergt eine umfangreiche Sammlung französischer Malerei des 19. Jahrhunderts sowie italienische, flämische und holländische Malerei vom 14. Jahrhundert bis heute.

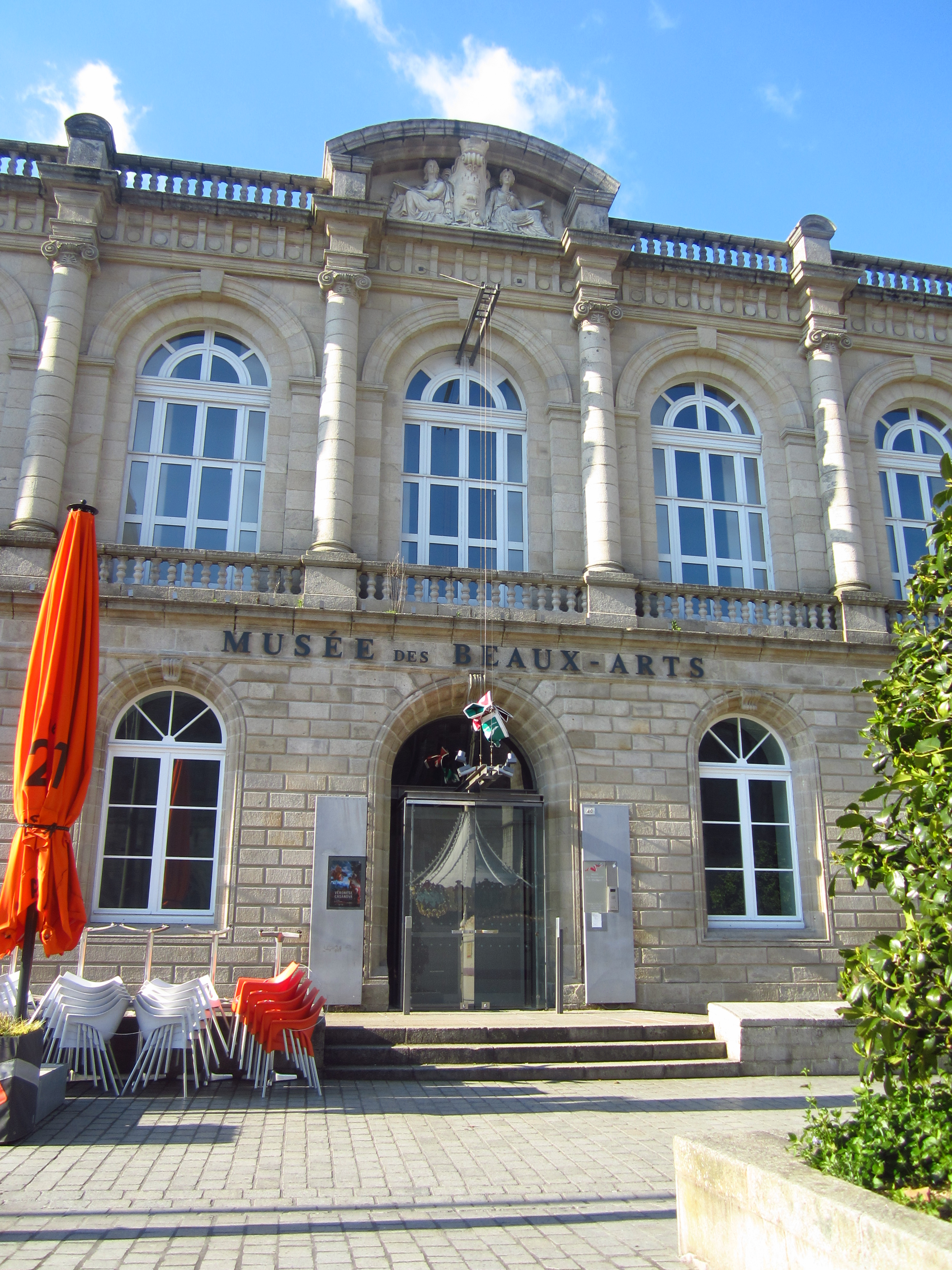

## Geschichte und Gebäude
Das Erbe des Grafen Jean-Marie de Silguy (gestorben im Jahr 1864) stellt mit 1.200 Malereien, 2.000 Zeichnungen et 12.000 Druckgrafiken den Grundstock des ersten Museum in Quimper dar. Er vermachte seiner Geburtsstadt seine Sammlung mit der Bedingung, dass dort ein Museum für seine Gemälde und Zeichnungen gebaut wird, um diese zu bewahren und auszustellen.
Das Museum ist auf dem Hauptplatz von Quimper gegenüber der Kathedrale auf Parzellen angrenzend zum neuen Rathaus gebaut. Diese wurden von der Stadt 1866 gekauft. Mit dem Bau des Gebäudes wurde der Architekt Joseph Bigot im Jahr 1867 betraut. Er war es auch, der die Turmspitze der Kathedrale baute. Die Arbeiten begannen im Jahr 1869 und das Museum wurde am 15. August 1872 eröffnet.
Die Fassade des 19. Jahrhunderts steht im Kontrast zur Klarheit des Interieurs. Das Gebäude wurde 1993 komplett renoviert unter der Direktion von André Cariou durch den Architekten Jean-Paul Philippon. Das Museum wurde komplett modernisiert. Zentral war dabei das Prinzip der Transparenz, das eine bessere Ausstellung der Werke und eine Zugewinn an Fläche erzeugte. Die Fassade blieb erhalten. Seit der Renovierung sind 700 Werke permanent ausgestellt. Es gibt zudem einen Raum für temporäre Ausstellungen. Ferner besitzt das Museum ein Auditorium, einen Empfangsbereich und einen Buchladen.

## Die Sammlungen

### Malerei

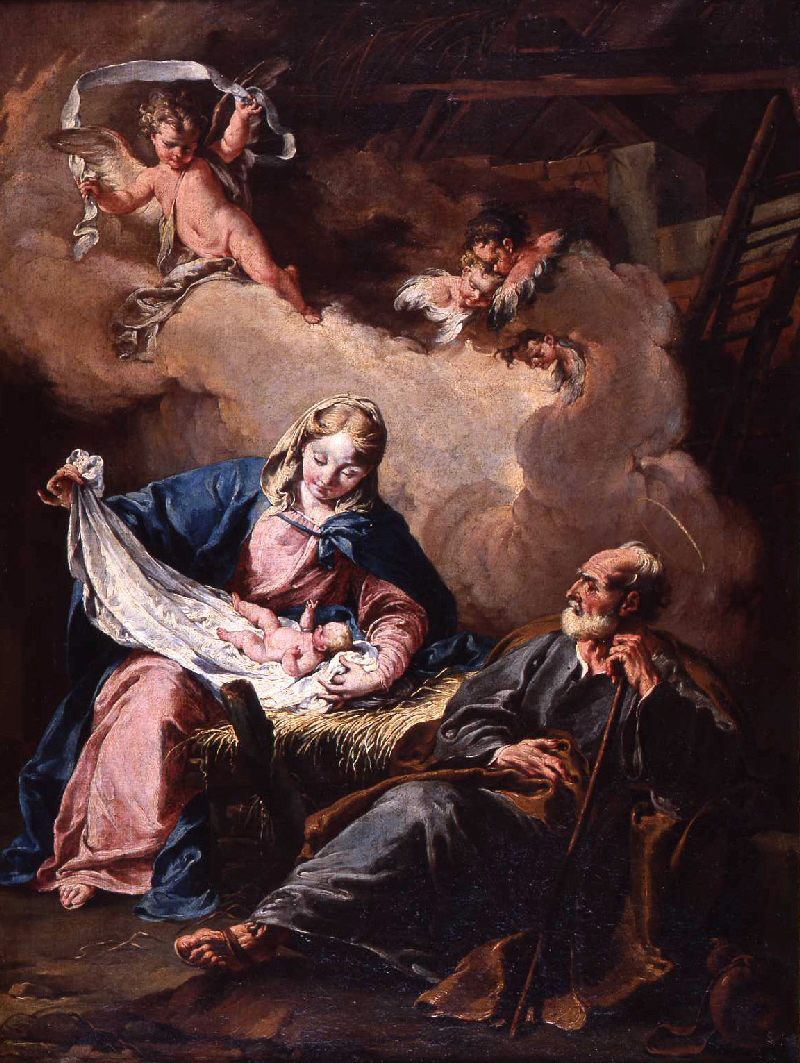
Giambattista Pittoni, Die Geburt Christi (um 1730–35), Öl auf Leinwand.

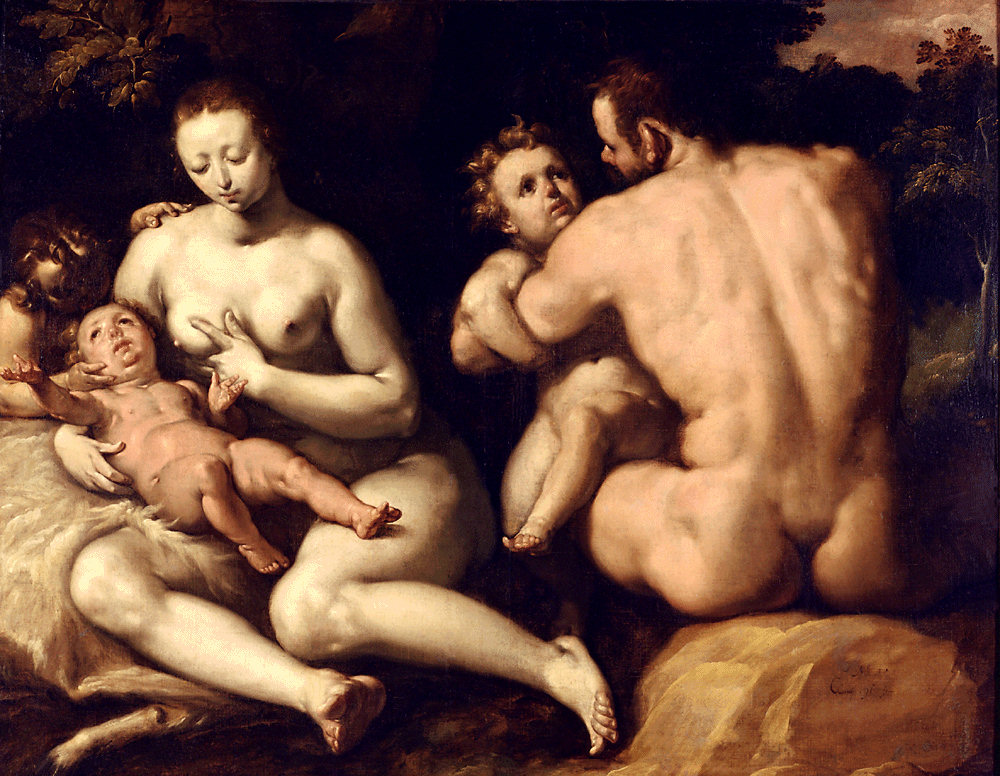
Cornelis Cornelisz van Haarlem, Die erste Familie (um 1582–1592), Öl auf Leinwand.

Die Sammlung besteht aus Werken der französischen Schule des 17. Jahrhunderts und des 18. Jahrhunderts von Malern wie Lubin Baugin, Pierre Mignard (Der Glaube et Die Hoffnung, 1692), Nicolas Loir, Jean Jouvenet, Nicolas de Largillière (Stillleben mit Musikinstrument, 1695–1700), Noël Hallé (Die Nacht, um 1753), François Boucher (Die Entführung Proserpinas, 1769), Carle Van Loo, Louis Tocqué, Jean Honoré Fragonard (Der Kampf zwischen Minerva und Mars, um 1771), Louis Jean François Lagrenée (Esther und Ahasveros, 1775–1780), Claude Joseph Vernet (Seestück im Mondschein, 1772 und Der Fischer an der Angel, 1788), Hubert Robert (Abendgesellschaft der Königin, 1782–1783), Antoine-François Callet, Adélaïde Labille-Guiard oder auch Pierre-Henri de Valenciennes (Narziss spiegelt sich im Wasser und Biblis verwandelt sich in einen Brunnen, 1792–1793).
Von den Schulen des Nordens (Flandern und Holland) sind Tableaus von Frans Floris, Cornelis Cornelisz van Haarlem (Die erste Familie, 1589, et Adam und Eva im Garten Eden, 1625), Pieter Bruegel der Jüngere (Der Hochzeitstanz), Joos de Momper, Rubens (Das Martyrium der Heiligen Lucia, um 1620), Jacob Jordaens (Mater Dolorosa, 1617–1620), David Vinckboons, Frans II Francken, Jan Van Bijlert (Frau und Kind, um 1630), Pieter de Grebber (Die Jungfrau bringt Jesus das Lesen bei, um 1630), Jacques d’Arthois, Abraham Govaerts, Jan van Goyen, Jan van Kessel, Otto Marseus van Schrieck (Disteln, Eichhörnchen, Reptilien und Insekten, um 1660), Nicolaes Maes (Porträt einer jungen Frau, um 1676), Ferdinand Bol und Gérard de Lairesse vorhanden.
Die italienische Schule wird vertreten von Künstlern wie Bartolo di Fredi, Francesco Bassano der Jüngere, Nicolò dell’Abbate (Schlafende Venus), Francesco Albani, Guido Reni, Francesco Solimena (ein schönes Ensemble von vier Gemälden), Francesco Trevisani und Giovanni Battista Pittoni (Geburt Christi). Einige Werke der spanischen Schule vervollständigen diese Sammlung europäischer Malerei, besonders eine Vorzeichnung für ein Fresko im Palacio Real (Madrid) von Antonio González Velázquez (Christoph Kolumbus bietet den katholischen Königen die neue Welt).

### Malerei des 19. und 20. Jahrhunderts

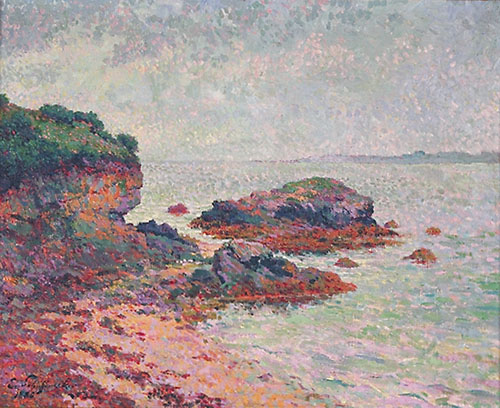
Émile Schuffenecker, Steinige Küste der Bretagne (1886), Öl auf Leinwand.

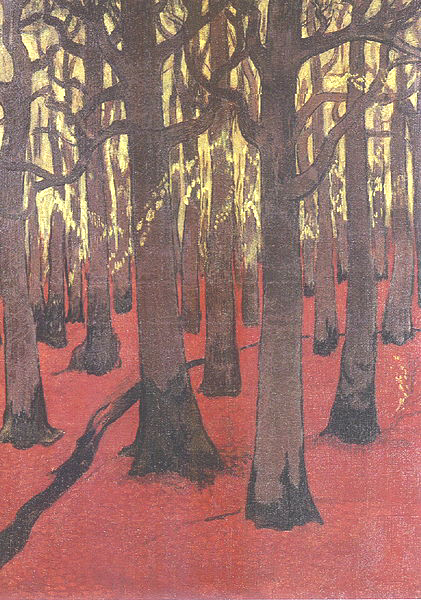
Georges Lacombe, Wald auf roter Erde (1891).

Die Sammlung besteht aus Werken bretonischer Landschaftsmaler Ende des 19. Jahrhunderts und des 20. Jahrhunderts. Darunter sind auch Werke der Nabis (Künstler) und der Schule von Pont-Aven.
Im Museum sind die Künstler Évariste-Vital Luminais, Eugène Boudin (Hochzeit in Quimper von 1857; Das Werk wurde 2012 angekauft.), James Abbott McNeill Whistler (Die Küste der Bretagne), Paul Gauguin, Paul Sérusier, Emile Bernard, Georges Lacombe, Maximilien Luce (Steinige Küste, 1893), Maxime Maufra, Charles Camoin, Paul Ranson, Lucien Simon (Familie aus dem Bigoudenland in Trauer), Meyer de Haan, Félix Vallotton, oder auch Maurice Denis, Albert Marquet und Jean-Julien Lemordant ausgestellt. Ferner besitzt das Museum Werke von Théodore Chassériau und Camille Corot.

### Zeichnungen
Das Kupferstichkabinett enthält Werke aller künstlerischen Schulen Europas. Die 2.000 Zeichnungen aus dem Nachlass von Silguy macht dabei den größten Teil der Sammlung aus. Im Wesentlichen besteht die Sammlung aus französischen Werken und nur zu geringeren aus italienischen Werken. Die Schule des Nordens und die spanische Schule sind nur sehr wenig vertreten.
Aus dem 17. Jahrhundert gibt es Blätter der Franzosen Jacques Callot, Simon Vouet, Jacques Stella, Eustache Le Sueur, Charles Le Brun, Jacques Courtois und außerdem François Verdier. Aber besonders die Bestände des 18. Jahrhunderts zeigen wie sich die Zeichnung in diesem Jahrhundert in Frankreich entwickelt hat. Führende Künstler des Rokoko und des Klassizismus sind Antoine Watteau, François Lemoyne, Charles Parrocel, Jean II Restout, Edme Bouchardon, Natoire (eine Studie für Venus bei ihrer Toilette, im Musée des Beaux-Arts de Bordeaux), François Boucher (eine Landschaft und der Großmut des Scipio, Studie für einen Auftrag des polnischen Königs, nicht realisiert), Carle Van Loo (mehrere Zeichnungen darunter eine Studie eines Agamemnon in einer Komposition der Opferung Iphigenies für Schloss Sanssouci in Potsdam), Jean-Honoré Fragonard, Gabriel de Saint-Aubin, Jean-Baptiste Greuze, Jean-Jacques und Louis Jean François Lagrenée, Hubert Robert (mit zahlreichen Zeichnungen), Huet, François-André Vincent, Louis-François Cassas, François-Xavier Fabre und François Gérard.
Italienische Werke von der Renaissance bis ins 18. Jahrhundert sind von Nicolò dell’Abbate, Luca Cambiaso, Domenico Piola, Giovanni Paolo Pannini, Giambattista Tiepolo, Francesco Fontebasso und Piranesi vertreten.
Das Museum besitzt ferner Zeichnungen aus dem 19. Jahrhundert von Louis-Léopold Boilly, Paul Sérusier, Emile Bernard etc.

### Druckgrafiken
Die Sammlung besteht aus 12.000 Druckgraphiken.

### Medaillen
- Georges Lacombe (1868–1916): Medaillon de Paul Ranson.

### Skulpturen
- Georges Lacombe (1868–1916): Büste von Paul Sérusier, um 1905–1906, Bronze.
- Albert Miserey (1862–1938): Büste von La Tour d’Auvergne, 1893 (Ausgestellt im Salon)

### Hommages

#### Max Jacob
Ein Raum im Museum ist dem Künstler Max Jacob, der aus Quimper stammt, gewidmet. Es befinden sich dort zahlreiche Werke (Gouachen, Bleistiftzeichnungen, Druckgrafiken etc.) von ihm selbst und seinem Umfeld (Jean Cocteau, Picasso, Roger Toulouse und Amedeo Modigliani).

#### Jean Moulin
Jean Moulin war hoher Beamter, bevor er eine zentrale Figur der Résistance wurde. Er hatte das Amt des Landrats in Chateaulin von 1930 bis 1933 inne. In seiner bretonischen Zeit traf er Max Jacob und illustrierte eine Sammlung von Gedichten von Tristan Corbière, „Armor“, Auszug aus Die gelben Liebschaften. Die acht Stiche sind unter dem Pseudonym Romanin veröffentlicht.

#### Jean-Julien Lemordant
An zentraler Stelle sind im Museum sind Malereien von Jean-Julien Lemordant ausgestellt. Sie hingen einst im Speisesaal des Hôtel de l’Epée in Quimper.